# Cort Guitars
Cor-Tek Corporation normalt kaldet Cort Guitars er et udbredt fabrikat af guitarer, el-basser, og guitarforstærkere. Cor-Tek Corporation blev grundlagt af Jung-gyu Park i 1973.

## Elektriske guitarer
- Aero
- Classic Rock
- EVL
- Performer
- G
- Gene Simmons
- Hollowbody
- Sterling
- Sunset
- Master8R
- KX series
- M series
- Signature [1]
- Viva
- VX
- X
- Zenon
- Zenox
- CR

## Akustiske guitarer
- Limited Edition
- Earth
- SFX
- CJ
- MR
- Classical
- Standard
- Bass
- S (90's)
- Jade
- Luce
- NDX
- Bluegrass

## Bas guitarer
- GB
- Artisan
- Curbow
- Action
- Arona
- Gene Simmons Axe
- Gene Simmons Punisher